# Nils Olav
Nils Olav, Generaal-majoor van de Noorse Koninklijke Garde is een koningspinguïn, die leeft in Edinburgh Zoo, de dierentuin van Edinburgh, Schotland. Hij is de mascotte van de Noorse Koninklijke Garde. De meest recente houder van de naam is Nils Olav III.

## Adoptie
Tijdens de Edinburgh Military Tattoo van 1961 raakte een Noorse eenheid geïnteresseerd in de pinguïns van de dierentuin van Edinburgh. Toen de Garde opnieuw Edinburgh bezocht in 1972, adopteerde zij een pinguïn, die genoemd werd naar de toenmalige commandant, Nils Egelien, en naar de Koning van Noorwegen, Olaf V.

## Militaire rangen
Nils Olav kreeg de rang van visekorporal (korporaal) in 1972, van korporaal 1e klasse in 1982 en werd gepromoveerd tot sergeant in 1987. Nils stierf kort na zijn promotie tot sergeant, en zijn ereplaats werd ingenomen door Nils Olav II, een twee jaar oude pinguïn. Deze werd in 1993 gepromoveerd tot sergeant-majoor. Op 18 augustus 2005 werd hij gepromoveerd tot kolonel en op 15 augustus 2008 kreeg hij de ridderslag. Tussen 2008 en 2016 werd hij opgevolgd door een derde, die werd gepromoveerd tot brigadegeneraal op 22 augustus 2016. Op 26 augustus 2023 werd hij opnieuw gepromoveerd tot generaal-majoor. Hij is de eerste pinguïn die deze rang heeft bereikt in het Noorse leger.

## Standbeeld

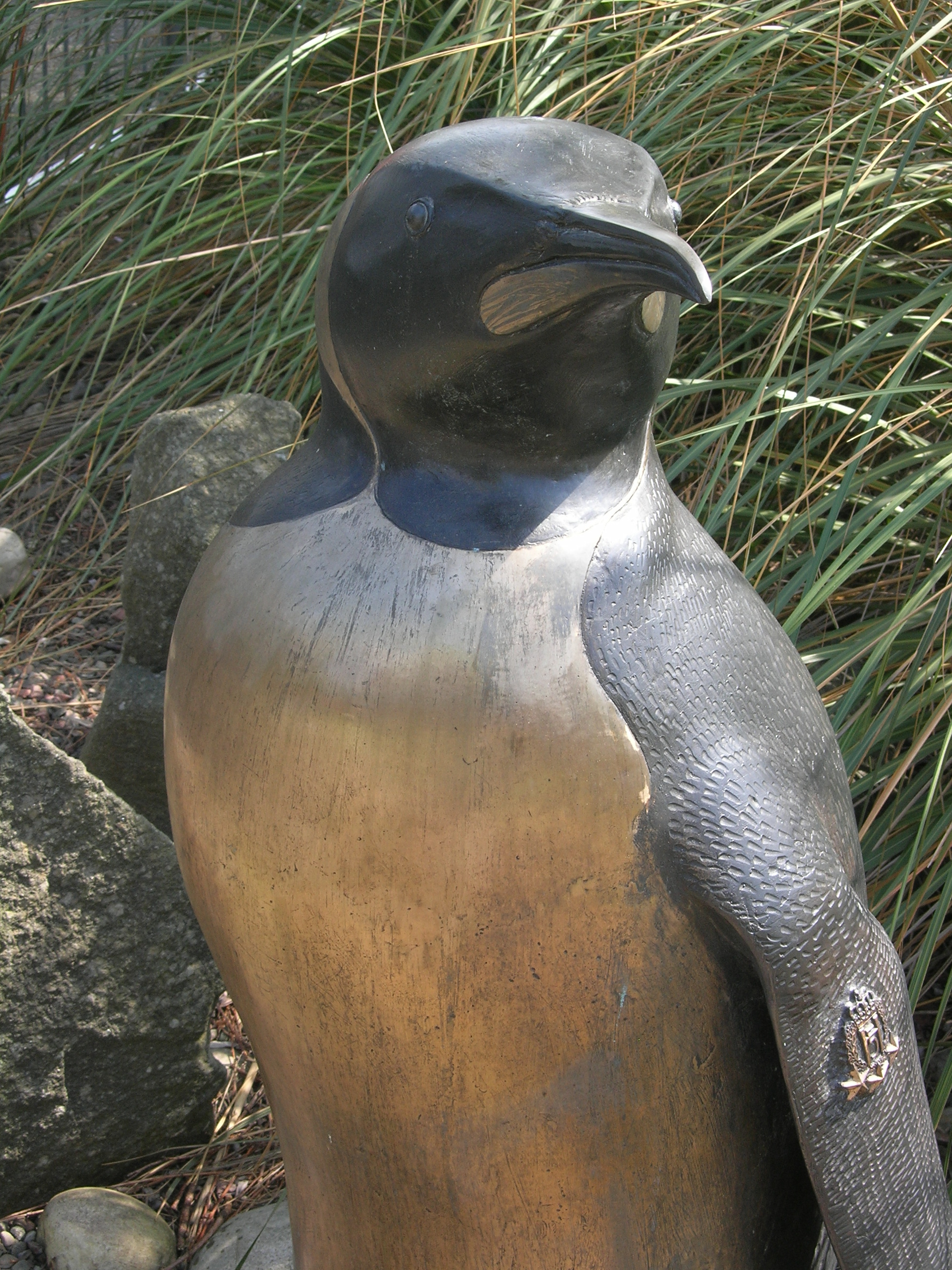
Bronzen standbeeld in Edinburgh Zoo

Zijn bronzen standbeeld staat in de dierentuin van Edinburgh.